# Solymári Tímea
Solymári Tímea (Várpalota, 1973. szeptember 7. –) magyar gitárművész.

## Életútja
A gitárművésznő 1973-ban Várpalotán született. Már hétéves korától nagy hatással volt rá a gitár és elhatározta, hogy csak a gitárnak szenteli életét. A Liszt Ferenc Zeneművészeti Főiskolán tanult, pedagógiai és kamaraművészi szakon diplomázott. Tanulmányait a németországi Dortmundban folytatta majd egy ideig a Bergkamen-i zeneiskola tanára volt. Jelenleg Budapesten a Szent István király Zeneművészeti Szakközépiskola (Konzervatórium) gitár szakának alapító tanáraként tevékenykedik.
2000-ben jelent meg még Németországban cd-je melyen elismert klasszikus zeneszerzők műveit tolmácsolja.  2016- tól a Debreceni Egyetem Zeneművészeti Karának szakdidaktika, szakmódszertan, klasszikus gitár- főtárgy oktatója. 

## Lemezei
- 2000: Ungarische Fantasie

### Videók
- LEO BROUWER : UN DIA DE NOVIEMBRE for GUITAR
- Rodrigo:Fantasia para un gentilhombre
- Nino Rota : Romeo and Juliet